# المخزن (عبس)

تعديل مصدري - تعديل

المخزن هي إحدى قرى عزلة بني حسن بمديرية عبس التابعة لمحافظة حجة، بلغ تعداد سكانها 382 نسمة حسب تعداد اليمن لعام 2004.